# Mioawateria malmii
Mioawateria malmii é uma espécie de gastrópode do gênero Gymnobela, pertencente a família Raphitomidae.